# The Tallis Scholars
The Tallis Scholars est un ensemble vocal de musique ancienne britannique fondé en 1973 et spécialisé dans le répertoire de la musique sacrée chantée a cappella.
L'ensemble comporte deux à trois chanteurs par voix (treble, mean, countertenor, tenor, bass), avec un effectif total de dix à quinze chanteurs.
Après avoir remporté un Gramophone Award en 1987, les Tallis Scholars ont été reconnus comme l'un des meilleurs ensembles de la planète dans la polyphonie de la Renaissance.

## Historique
L'ensemble Tallis Scholars est créé en 1973 par Peter Phillips qui, en 1972-1975, étudiait l'orgue au St John's College d'Oxford,,,, et étudiait la musique avec David Wulstan et Denis Arnold.
Phillips raconte : « Je n'avais aucune idée de ce que je faisais et j'avais tout juste 20 ans à l'époque. ». Comme Trevor Pinnock, Phillips n'a jamais imaginé à l'époque que sa carrière se poursuivrait pendant les 40 années suivantes. 
Alors que Pinnock s'était produit professionnellement avec son groupe The Galliard Harpsichord Trio pendant six ans avant de créer son ensemble The English Concert, The Tallis Scholars s'est formé dans le cadre de la vie universitaire : Philips invite les membres de différents chœurs d'Oxford et de Cambridge à former un ensemble amateur de musique vocale de la Renaissance. « Au début, nous n'étions qu'un groupe d'amis amateurs qui chantaient la musique qu'ils aimaient. ». 
Dès le premier concert, donné le 3 novembre 1973 en l'église Sainte-Marie-Madeleine d'Oxford, Phillips a comme objectif de produire un son distinctif, influencé par les chœurs qu'il admirait, en particulier les Clerkes of Oxenford, le chœur amateur fondé et dirigé par David Wulstan,.
L'ensemble devient professionnel en 1983, après dix ans de concert. Selon Phillips, au cours de la saison 1982-1983, le groupe forme le noyau qui se maintiendra plus ou moins durant les 25 années suivantes. Certains chanteurs, parmi lesquels Michael Chance, Mark Padmore, Peter Harvey, James Gilchrist, John Mark Ainsley et Jeremy White, quittent ensuite les Tallis Scholars pour entamer une carrière de soliste réussie.
En 40 ans de carrière, les Tallis Scholars donnent plus de 2 000 concerts à travers le monde et enregistrent 50 disques.

## Le label Gimell
Les Tallis Scholars enregistrent sur leur propre label, Gimell Records, fondé par Peter Phillips et Steve Smith en mars 1980,.
Le label a été nommé d'après la technique de composition du gymel (également appelé gimel ou gemell), un procédé d'écriture polyphonique consistant en l'adjonction d'une seconde voix.
Entre 1981 et 2010, le groupe publie sur ce label 50 disques acclamés par la critique. Ces enregistrements couvrent 150 ans d'histoire de la musique sur une période allant environ de 1450 à 1600, avec quelques incursions dans un répertoire plus moderne.

## Répertoire
Le répertoire de l'ensemble est principalement composé de polyphonie sacrée de la fin du XVe siècle et du XVIe siècle.
Leur répertoire comprend la musique anglaise de l'époque des Tudors (Thomas Tallis et William Byrd) mais également la musique de compositeur de France ou des Pays-Bas (Jacob Obrecht, Josquin des Prés, Nicolas Gombert et Jacob Clemens non Papa), d'Italie (Palestrina), d'Espagne (Cristobal de Morales, Francisco Guerrero et Tomás Luis de Victoria) et du Portugal (Manuel Cardoso et Duarte Lobo).
Mais leur répertoire comprend également des œuvres contemporaines d'Arvo Pärt, John Tavener (à ne pas confondre avec son quasi-homonyme de la Renaissance John Taverner), Norbert Moret et Eric Whitacre,,,,,,.
En 2013, pour célébrer leur 40e anniversaire, les Tallis Scholars commandent la composition Sainte-Chapelle au compositeur américain Eric Whitacre : l'œuvre est créée à la cathédrale Saint-Paul de Londres le 7 mars 2013 sous la direction de Peter Phillips.

## Distinctions
Tout au long de sa carrière, l'ensemble reçoit de nombreuses distinctions :
- 1987 : Record of the Year attribué par le Gramophone magazine[1],[3],[4] ;
- 1989 et 2012 : Diapason d'Or de l'Année du magazine français Diapason[1],[3] ;
- 1991 et 2004 : Early Music Award attribué par le Gramophone magazine ;
- 2011 : l'enregistrement du Miserere d'Allegri au Merton College d'Oxford réalisé en 1980 est considéré par le BBC Music Magazine comme un des 50 plus grands enregistrements de tous les temps (one of the "50 Greatest Recordings of All Time")[1] ;
- 2013 : les Tallis Scholars sont élus par le vote du public au Hall of Fame du Gramophone magazine[1] ;
- 2013 : l'enregistrement de la messe Missa Gloria tibi Trinitas de John Taverner devient le numéro un du UK Specialist Classical Chart.

## Discographie
L'ensemble réalise, en exclusivité pour le label Gimell, des enregistrements d'œuvres de compositeurs tels que William Byrd, Palestrina et Tomás Luis de Victoria, mais aussi d'auteurs moins connus comme Jacob Clemens non Papa, Manuel Cardoso, Cyprien de Rore et Heinrich Isaac.
- 1980 Allegri : Miserere / Palestrina : Missa Papae Marcelli / Mundy: Vox patris caelestis
- 1981 Palestrina : Missa Benedicta es / Motet
- 1982 Russian Orthodox Music : par Tavener, Rachmaninov, Stravinsky, Bortniansky et anonyme
- 1982 English Madrigals : par Gibbons, Byrd, Weelkes, Morley, Tomkins, etc
- 1983 Palestrina : Missa Nigra sum / Motets par Palestrina, Lhéritier, Victoria et de Silva
- 1984 Taverner : Missa Gloria tibi Trinitas / Leroy Kyrie / Dum transisset Sabattum
- 1984 Tavener : Ikon of Light / Funeral Ikos / The Lamb
- 1985 Tallis : Spem in alium
- 1985 Byrd : The Three Masses
- 1986 Christmas Carols et Motets
- 1986 Palestrina : Missa Brevis / Missa Nasce la gioja mia
- 1986 Tallis : The Complete English Anthems
- 1987 Gesualdo : Tenebrae Responsories for Holy Saturday / Four Marian Motets
- 1987 Clemens : Missa Pastores quidnam vidistis / Motets
- 1987 Josquin : Missa Pange Lingua / Missa La Sol Fa Re Mi (Gramophone magazine Record of the Year, 1987)
- 1987 Victoria : Requiem / Lobo: Versa Est in Luctum
- 1987 Byrd : The Great Service / Anthems
- 1988 Sarum Chant : Missa in Gallicantu
- 1988 Cornysh : Stabat Mater, Magnificat, Salve regina and other motets and secular songs
- 1989 Sheppard : Media Vita
- 1989 Josquin : L'homme armé (Diapason d'Or de l'Année, 1989)
- 1989 Lassus : Missa Osculetur me
- 1990 Music Featured on the South Bank Show (réédition to accompany the programme)
- 1990 Cardoso : Requiem / Magnificat / Motets
- 1990 Palestrina : Missa Assumpta est Maria / Missa Sicut lilum (Gramophone magazine Early Music Award, 1991)
- 1990 Victoria : Tenebrae Responsories
- 1990 : Norbert Moret : Triptyque pour les fêtes pour chœur a cappella (création à Fribourg en 1990 par les Tallis Scholars)[8],[11]
- 1991 Isaac : Missa de Apostolis / Motets
- 1991 Tomkins : The Great Service / Anthems
- 1992 Brumel : Missa Et ecce terrae motus (The Earthquake Mass) / Lamentations / Magnificat
- 1992 D. Lôbo: Requiem / Missa Vox clamantis
- 1992 Tallis : Lamentations of Jeremiah / Motets et Antiphons
- 1993 William Byrd (réédition en 2 disques pour célébrer le 450e anniversaire de la naissance du compositeur)
- 1993 The Western Wind Masses : par John Taverner, Christopher Tye et John Sheppard
- 1994 The Palestrina 400 Collection (réédition en 4 disques pour célébrer le 400e anniversaire de la mort du compositeur)
- 1994 Cyprien de Rore : Missa Praeter rerum seriem / Motets (Gramophone Early Music Award, 1994; Gramophone/Classic FM People's Choice Award, 1994; Zlatá Harmonie Award, Brno, 1995)
- 1994 Live in Rome : Allegri et Palestrina (version DVD disponible) (Winner, Cannes Classical Awards at MIDEM, 1995)
- 1995 John Taverner (réédition pour célébrer le 450e anniversaire de la mort du compositeur)
- 1995 White : Lamentations / Magnificat / Motets
- 1996 Obrecht : Missa Maria Zart
- 1997 A Tudor Collection (réédition en 2 disques)
- 1997 Ockeghem : Missa Au travail suis / Missa De plus en plus
- 1997 Alonso Lobo : Missa Maria Magdalene / Motets
- 1997 The Yearning Spirit : Voices of Contemplation (réédition)
- 1998 Lamenta : Lamentations par Ferrabosco, Tallis, White, Brumel, Palestrina
- 1998 Tallis Scholars 25th Anniversary (réédition en 2 disques)
- 1998 Tallis Scholars Live in Oxford : Josquin, Obrecht, Taverner, William Byrd, Tallis, Mundy
- 1998 Tallis : Missa Puer natus (The Christmas Mass) / Magnificat / Motets
- 1999 The Best of the Renaissance (réédition en 2 disques)
- 2000 Morales : Missa Si bona suscipimus / Motets (nommé pour un Grammy, 2002)
- 2001 Allegri : Miserere (réédition de l'édition originale de 1980)
- 2001 Tavener : Ikon of Light / Funeral Ikos / The Lamb (réédition de l'édition originale de 1984)
- 2002 Gombert : Magnificats 1-4 / chant antiphons
- 2002 Gombert : Magnificats 5-8 / chant antiphons
- 2002 Tallis : The Complete English Anthems (réédition de l'édition originale de 1986)
- 2002 Tallis : Lamentations of Jeremiah (réédition de l'édition originale de 1992)
- 2003 Christmas with the Tallis Scholars (réédition en 2 disques)
- 2003 The Essential Tallis Scholars (réédition en 2 disques)
- 2004 The Tallis Scholars sing Palestrina (réédition en 2 disques)
- 2004 The Tallis Scholars sing Thomas Tallis (réédition en 2 disques)
- 2005 Allegri : Miserere (édition du 25e anniversaire de l'édition originale de 1980)
- 2005 Browne : Music from the Eton Choirbook (Gramophone Early Music Award, 2005)
- 2005 Tallis Scholars sing Palestrina (réédition en 2 disques)
- 2005 Requiem de Victoria, D. Lobo et Cardoso (réédition en 2 disques)
- 2006 Guerrero : Missa Surge Propera / Motets
- 2006 Palestrina : Missa Benedicta es (édition du 25e anniversaire de l'édition originale de 1981)
- 2006 Playing Elizabeth's Tune: Byrd's Mass for Four Voices / Motets (version DVD disponible)
- 2006 Renaissance Giants (réédition en 2 disques)
- 2006 The Tallis Scholars sing Josquin (réédition en 2 disques)
- 2007 Allegri : Miserere / Palestrina : Missa Papae Marcelli and Motets (nouvel enregistrement)
- 2007 English Madrigals (édition du 25e anniversaire de l'édition originale de 1982)
- 2007 The Tallis Scholars sing William Byrd (réédition en 2 disques)
- 2008 Josquin : Missa Sine nomine / Missa Ad fugam
- 2008 The Tallis Scholars sing Tudor Church Music - Volume One (réédition en 2 disques)
- 2008 The Tallis Scholars sing Tudor Church Music - Volume Two (réédition en 2 disques)
- 2009 Flemish Masters (réédition en 2 disques)
- 2009 Josquin : Missa Malheur me bat / Missa Fortuna desperata (Diapason d'Or, 2010; Nommé pour un Grammy, 2009)
- 2010 Sacred Music in the Renaissance, Vol. 1 (réédition en 4 disques pour célébrer le 30e anniversaire de Gimell)
- 2010 Sacred Music in the Renaissance, Vol. 2 (réédition en 4 disques pour célébrer le 30e anniversaire de Gimell)
- 2010 Sacred Music in the Renaissance, Vol. 3 (réédition en 4 disques pour célébrer le 30e anniversaire de Gimell)
- 2010 Victoria : Lamentations of Jeremiah (nommé pour un Grammy, 2010)
- 2011 Josquin : Missa De beata virgine et Missa Ave maris stella (Diapason d'Or de l'Année, 2012)
- 2011 The Victoria Collection (réédition en 3 disques pour célébrer le 400e anniversaire de la mort du compositeur)
- 2012 Mouton : Missa Dictes moy toutes voz pensées / Motets
- 2013 Allegri : Miserere / Palestrina : Missa Papae Marcelli and Motets (édition Audio Blu-ray du disque de 2007)
- 2013 Taverner : Missa Gloria tibi Trinitas / Magnificats
- 2013 Renaissance Radio (réédition en 2 disques of morceaux choisis)
- 2014 Tavener : Ikon of Light / Funeral Ikos / The Lamb (réédition de l'édition originale de 1984 pour célébrer la mort du compositeur)
- 2015 : Arvo Pärt : Tintinnabuli
- 2015 : Taverner : Missa Corona spinea / Dum transisset Sabbatum I and II
- 2016 : Josquin : Missa Di dadi / Missa Une mousse de Biscaye
- 2016 : Josquin : Missa Gaudeamus / Missa L'ami Baudichon
- 2019 : Josquin / Bauldeweyn / Brumel : Missa Mater Patris / Missa Da pacem / Mater Patris
- 2021 : Josquin : Missa Hercules Dux Ferrarie, Missa D'ung aultre amer, Missa Faysant regretz
- 2023 : Sheppard : Missa Cantate